# Prangos haussknechtii
Prangos haussknechtii är en flockblommig växtart som beskrevs av Pierre Edmond Boissier. Prangos haussknechtii ingår i släktet Prangos och familjen flockblommiga växter. Inga underarter finns listade i Catalogue of Life.